# Drapelul Republicii Seychelles
Drapelul Seychelles este drapelul național al statului Seychelles fiind format din cinci benzi oblice: un triunghi albastru și unul galben, un patrulater roșu, un triunghiular alb și unul verde, toate cele cinci pornind din colțul inferior stâng. Adoptat la 18 iunie 1996, reunește culorile celor două partide principale ale țării, Partidul Unit al Poporului din Seychelles (roșu, alb, verde) și Partidul Democrat din Seychelles (albastru, galben). Simbolizează trecerea la era multipartitismului.
Se folosește și o altă interpretare simbolică: albastrul reprezintă Oceanul Indian și cerul; galbenul simbolizează soarele, sursa vieții și a luminii, roșu reprezintă oamenii, albul reprezintă dreptatea și armonia, verdele reprezintă pământul și natura.
Primul drapel din Seychelles a fost adoptat la declararea independenței la 29 iunie 1976. În iunie 1977, o lovitură de stat condusă de France-Albert René l-a înlăturat pe președintele James Mancham și a instalat o dictatură comunistă cu un singur partid. Steagul a preluat dungile orizontale roșu, alb ondulat și verde ale Partidului Popular Seychelles.

Primul drapel din Seychelles (1976-1977)
Al doilea drapel din Seychelles (1977-1996)